# Versão
Na informática, a versão é uma etapa de desenvolvimento que passa o programa computacional (programa de computador e aplicativo móvel) que faz parte do processo de versionamento de programa de computador; ou seja, a cada modificação (funcional ou de segurança) no software que os programadores fazem é gerada uma nova versão.
O processo de versionamento de programa de computador controla as versões dos programas usando numerações normalmente em sequencia; que ajuda os programadores a saberem quando ocorreu modificações no programa e quais foram implementadas. E também informa os usuários as novidades e a versão mais atual (versão otimizada do programa).
Um programa de computador quando é lançado no mercado tem versões iniciais de teste que são alteradas com o tempo, recebem atualizações. Ação para aperfeiçoar essas ferramentas computacionais, para continuarem funcionando corretamente de acordo com o surgimento de novas tecnologias e o surgimento de novas ameaças (os cibercriminosos). Usar um programa desatualizado pode ser problemático, por exemplo em uma empresa trás fragilidade na segurança dos dados ou dificulta a produtividade.